# IC 3736
IC 3736 ist eine Spiralgalaxie vom Hubble-Typ Sbc im Sternbild Haar der Berenike am Nordsternhimmel. Sie ist schätzungsweise 300 Millionen Lichtjahre von der Milchstraße entfernt.
Das Objekt wurde am 27. Januar 1904 von Max Wolf entdeckt.